# 21076 Kokoschka
21076 Kokoschka este un asteroid din centura principală, descoperit pe 12 septembrie 1991, de Freimut Börngen și Lutz Schmadel.